# ながらみ現代短歌賞
ながらみ現代短歌賞（ながらみげんだいたんかしょう）は、ながらみ書房が主催していた賞。中堅以上の歌人による優れた歌集に贈られた。1993年、同社が発行している短歌総合誌「短歌往来」の創刊3周年を記念して、ながらみ書房から刊行された書籍の中から最優秀のものに与えられるながらみ書房出版賞と同時に創設された。
前年一年間に刊行された歌集の中から、第二歌集以降かつ歌集として新機軸を出したものに与えられる。第一歌集および評論集などは対象とならない。選考委員は第1回から第5回までが石川不二子、大島史洋、三枝昂之、小池光の四名。第6回から第10回までが石川不二子、大島史洋、永田和宏、坂井修一の4名だった。
2002年に第10回をもって終了し、発展させる形で前川佐美雄賞に継承された。

## 受賞作一覧
- 第1回（1993年） 桜井登世子『夏の落葉』（不識書院）
- 第2回（1994年） 花山多佳子『草舟』 （花神社）
- 第3回（1995年） 黒木三千代『クウェート』（本阿弥書店）
- 第4回（1996年） 竹山広『一脚の椅子』（不識書院）
- 第5回（1997年） 三井ゆき『能登往還』（短歌新聞社）
- 第6回（1998年） 池田はるみ『妣が国（ははがくに）　大阪』（本阿弥書店）
- 第7回（1999年） 森山晴美『月光』（花神社）
- 第8回（2000年） 渡辺松男『泡宇宙の蛙』（雁書館）
- 第9回（2001年） 吉川宏志『夜光』（砂子屋書房）
- 第10回（2002年） 江戸雪『椿夜』（砂子屋書房）